# Apple Workgroup Server
Apple Workgroup Serverとはかつて、Apple Computerが販売していたデスクトップ型のMacintoshをベースとしたサーバマシンのシリーズ。
MC68040を搭載したMacintosh（Macintosh Quadra等）の時代からClassic Mac OSにAppleShareを追加した状態で販売され始め、Power Mac G4をベースとし、Mac OS X Server 1.0（後のmacOS Serverとは異なる別製品）を搭載したMacintosh G4 Serverシリーズまで販売された。Xserve販売開始後に、製品は終了した。

## 参考
1. ↑  Mac OS X Server 1.x: ハードウェアと互換性に関する FAQ